# 1751년 포르토프랭스 지진
1751년 포르토프랭스 지진은 1751년 11월 21일 오후 12시 50분 (UTC)경 프랑스령 아이티의 수도 포르토프랭스에서 벌어진 지진으로, 지진해일도 동반하였다. 이에 앞서 같은해 9월 15일에는 비슷한 위치에서 한차례 지진이 난 적이 있었다는 기록이 있는데, 이 두 기록이 실제로는 같은 지진을 가리킨 것인지는 확실하지 않다.
후대의 지진학자들은 1751년 지진이 1910년 지진과 마찬가지로 아이티 남쪽의 해곡을 따라 조정작용이 일어나면서 생긴 지진으로 본다.